# Villaeles de Valdavia
Villaeles de Valdavia ist ein Ort und eine nordspanische Gemeinde (municipio) mit 48 Einwohnern (Stand: 2024) in der Provinz Palencia der Autonomen Gemeinschaft Kastilien-León.

## Lage und Klima
Villaeles de Valdavia liegt in der altkastilischen Meseta in einer Höhe von ca. 890 m. Die Provinzhauptstadt Palencia befindet sich gut 60 km (Fahrtstrecke) südlich. Das Klima im Winter ist kühl, im Sommer dagegen trotz der Höhenlage gemäßigt bis warm; Niederschläge (ca. 618 mm/Jahr) fallen überwiegend im Winterhalbjahr.

## Bevölkerungsentwicklung
| Jahr      | 1970 | 1981 | 1991 | 2001 | 2011 | 2021 |
| Einwohner | 240  | 150  | 107  | 82   | 66   | 53   |

## Sehenswürdigkeiten
- Martinskirche
- Christuskapelle

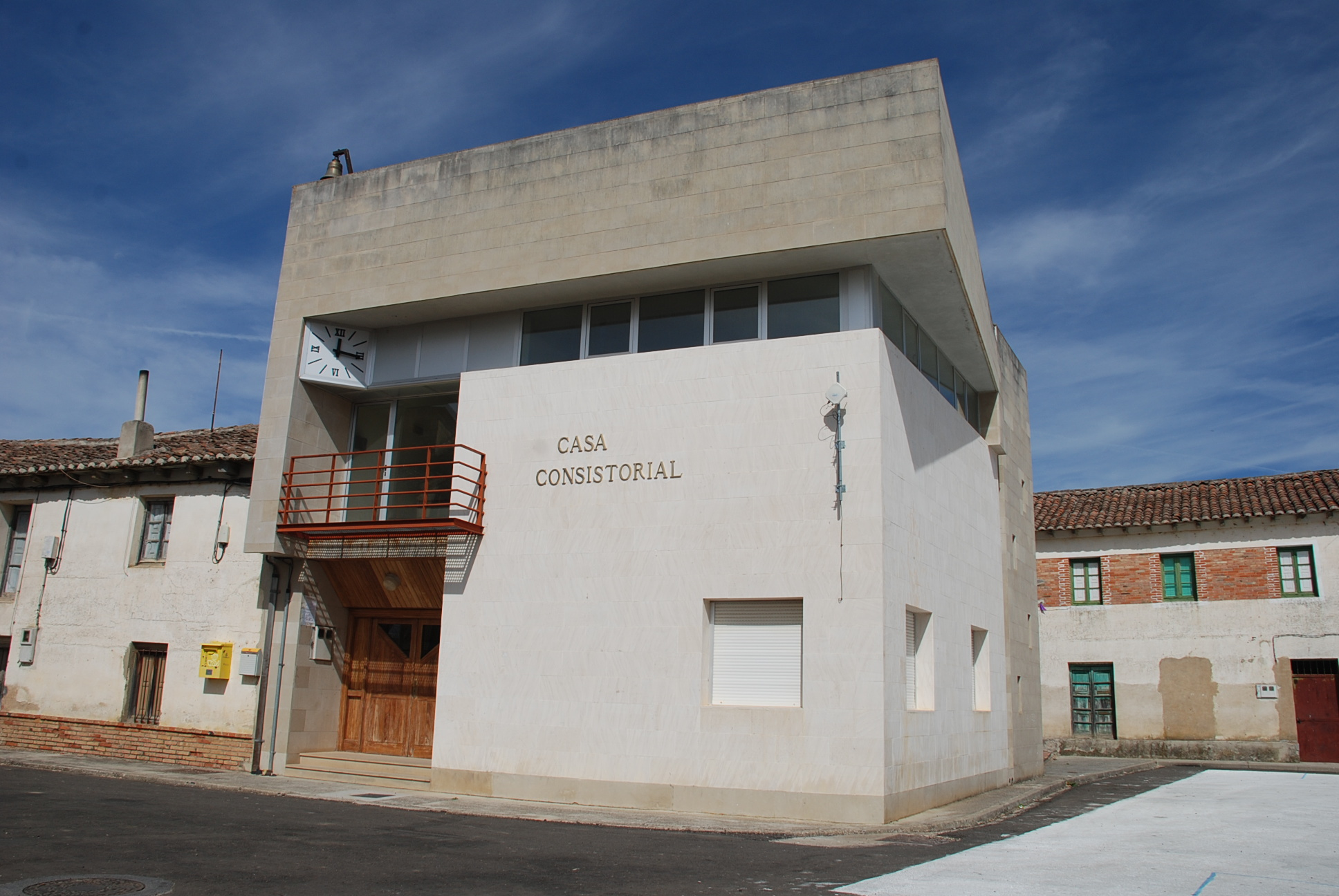
Rathaus